# Paragem de Santa Susana
A Paragem de Santa Susana é uma plataforma ferroviária encerrada do Ramal de Reguengos, que servia a localidade de Santa Suzana, no Município de Redondo, em Portugal.

## História
O Ramal de Reguengos foi inaugurado em 6 de Abril de 1927.